# Boiling Lake
Der Boiling Lake ist ein See 10,5 Kilometer östlich der Hauptstadt Roseau in Dominica. Er liegt auf einer Höhe von 800 Metern über dem Meeresspiegel und ist 59 Meter tief. Mit einem Durchmesser von 60 Meter ist der Boiling Lake die zweitgrößte Thermalquelle der Welt; größer ist nur der Frying Pan Lake in Neuseeland.
Gespeist wird der See durch zwei kleinere Zuflüsse und durch Regenwasser.
1870 wurde der See von Edmund Watt und Henry Alfred Alford Nicholls, zwei Engländern, die zu dieser Zeit in Dominica arbeiteten, zum ersten Mal untersucht. 1875 beauftragte man H. Prestoe und Nicholls, den See näher zu erforschen. Sie fanden heraus, dass am Ufer des Sees die Temperatur zwischen 82 und 91,5 °C beträgt. Sie konnten den See aber nicht in der Mitte messen, dort, wo das Wasser des Sees siedet.
Der See ist auch eine der Quellen für einen der Hauptflüsse Dominicas, den Rivière Blanche.